# ویلیام اسکات ویلسون

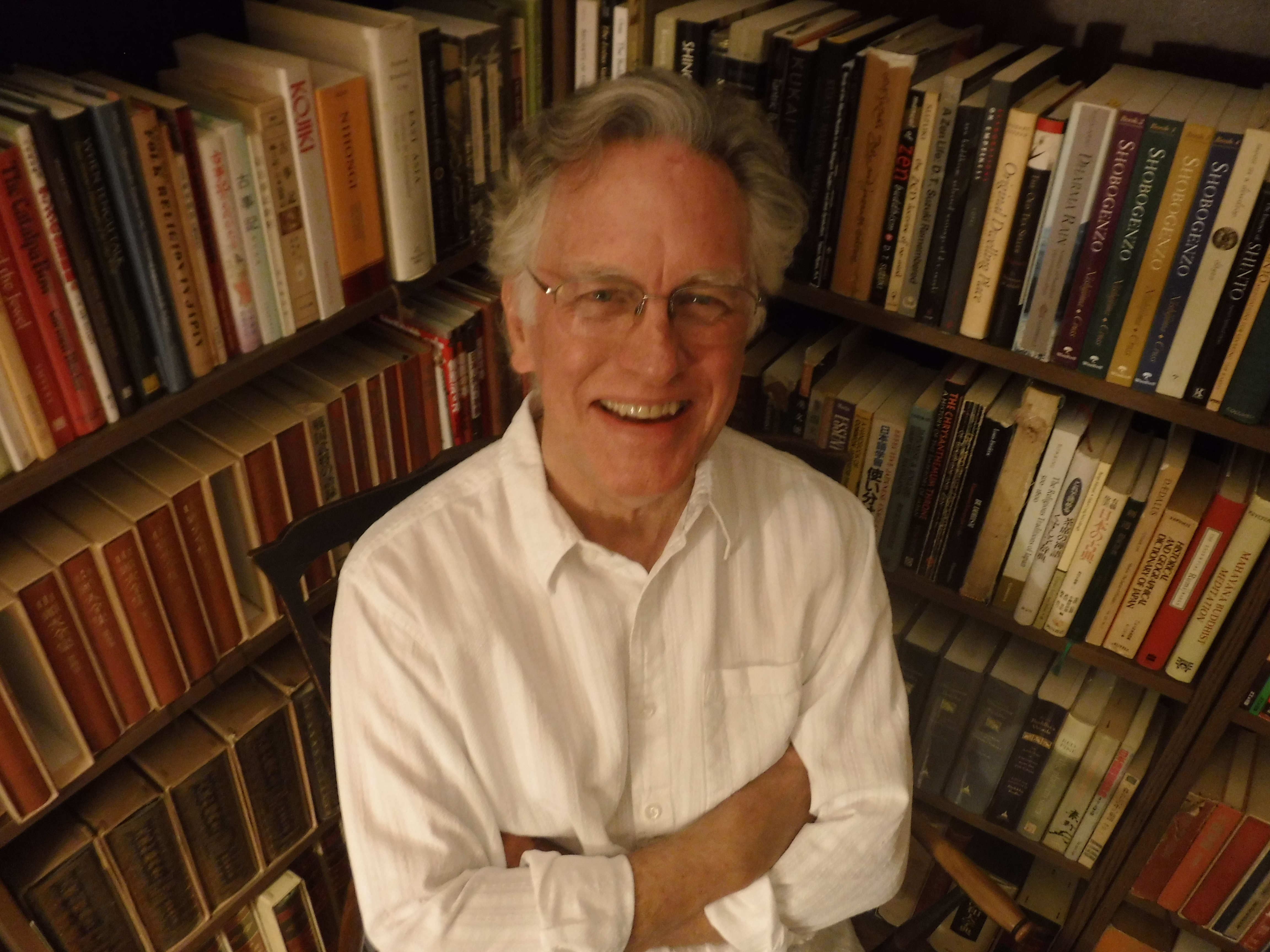
ویلیام اسکات ویلسون، مترجم اهل آمریکا - ۲۰۱۸

ویلیام اسکات ویلسون (به انگلیسی: William Scott Wilson) متولد ۱۹۴۴ میلادی در نشویل ایالت تنسی، یک مترجم اهل ایالات متحده آمریکا است. شهرت وی به عنوان مترجم آثار ادبیات ژاپن به انگلیسی به ویژه در زمینهٔ هنرهای رزمی است.او توسط انجمن مترجمان ادبی آمریکا (ALTA) به عنوان «برترین مترجم معاصر متون کلاسیک سامورایی» شناخته شده است.
از جمله کتاب‌های او می‌توان به کتاب سامورایی تنها:زندگی میاموتو موساشی  اشاره کرد.